# جيمس جيل (رسام)
جيمس جيل (بالإنجليزية: James Gill)‏ هو رسام أمريكي، ولد في 1934 في تكساس في الولايات المتحدة.